# Myrmelachista gagatina
Myrmelachista gagatina är en myrart som beskrevs av Carlo Emery 1894. Myrmelachista gagatina ingår i släktet Myrmelachista och familjen myror. Inga underarter finns listade i Catalogue of Life.